# Вусли, Тиффани
Тиффани Вусли (англ. Tiffany Woosley; род. 26 апреля 1973 года, Шелбивилл, штат Теннесси, США) — американская профессиональная баскетболистка, выступала в женской национальной баскетбольной ассоциации. На драфте ВНБА 1997 года не была выбрана ни одной из команд, однако ещё до старта дебютного сезона ВНБА подписала соглашение с клубом «Хьюстон Кометс». Играла на позиции разыгрывающего защитника.

## Ранние годы
Тиффани Вусли родилась 26 апреля 1973 года в небольшом городе Шелбивилл (штат Теннесси), а училась она там же в одноимённой средней школе, в которой выступала за местную баскетбольную команду.